# Skogstorp (Eskilstuna)
Skogstorp è un'area urbana della Svezia situata nel comune di Eskilstuna, contea di Södermanland. La popolazione risultante dal censimento 2010 era di 2 860 abitanti.